# Hemidromodes galala
Hemidromodes galala là một loài bướm đêm trong họ Geometridae.